# Georg Fiedler
Georg Fiedler (* 11. April 1898 in Jennersdorf; † 9. Februar 1983 ebenda) war ein österreichischer Politiker (Landbund, ÖVP) und Landwirt in Jennersdorf. Er war Abgeordneter zum Burgenländischen Landtag.

## Leben
Fiedler wurde als Sohn des Landwirts Georg Fiedler aus Jennersdorf geboren und besuchte vier Klassen der Volksschule in Jennersdorf sowie eine Klasse der Hauptschule Steinamanger. Er war in der Folge als Landwirt tätig und wurde 1916 zum Honved Infanterie Regiment Nr. 18 eingezogen. Nachdem er im November 1918 aus dem Militärdienst entlassen worden war, war er erneut als Landwirt tätig. 1959 wurde ihm der Berufstitel Ökonomierat verliehen. 
Fiedler war verheiratet.

## Politik
Fiedler war vom 5. Dezember 1930 bis zum 31. Oktober 1934 als Abgeordneter des Landbundes für Österreich Abgeordneter im Burgenländischen Landtag und trat 1945 der ÖVP bei. Er war bereits zwischen 1932 und 1937 sowie von 1945 bis 1954 Bürgermeister von Jennersdorf. Er vertrat die ÖVP von 2. November 1946 bis zum 11. Juni 1956 im Burgenländischen Landtag. 